# Доусон, Уильям Харбутт
Уильям Харбутт Доусон (англ. William Harbutt Dawson; 27 июля 1860 — 7 марта 1948) — британский журналист, государственный служащий и писатель, признанный экспертом по немецкой политике и обществу.

## Биография
Уильям Харбутт Доусон родился в Скиптоне, был третьим из восьми детей Джона Доусона и Энн Херд Харбутт (к семье матери принадлежал изобретатель пластилина Уильям Харбутт). Первоначальное образование получил в местных школах.
Первую работу Доусон получил в Craven Pioneer, либеральной газете, основанной его отцом и выпускавшейся сначала в Скиптон, а затем в Уэст-Райдинге в графстве Йоркшир (в настоящее время после нескольких изменений названия и слияния со конкурирующей консервативной газетой теперь называется Craven Herald & Pioneer). Для завершения подготовки в качестве журналиста Доусон отправился в Германию, а там поступил в Берлинский университет. Он заинтересовался концепцией государства всеобщего благосостояния, которая была впервые реализована Германии при Отто фон Бисмарке.
В 1888 году, после смерти своего отца, Доусон вернулся в Скиптон, чтобы занять пост редактора Craven Pioneer. Одновременно он писал статьи для различных других журналов, а также книги, главным образом о Германии и её социальной политике. Благодаря этому Доусон оказался для либерального правительства логичным кандидатом на должность советника по созданию систему социального обеспечения Соединенного Королевства. Он поступил на службу в Совет по торговле, которым в то время руководил Ллойда Джорджа. Первоначально, с 1909 года, это была временная должность, а затем она стала постоянной. В своей работе Доусон советовался с Эмилем Мюнстербергом, ведущим немецким экспертом, консультировавшим несколько иностранных правительств по вопросам социального обеспечения. Биржи труда, пенсии и национальное страхование были — эти вопросы были решены при участии Доусона и включены в государственное законодательство.
Во время государственной службы Доусон опубликовал ещё несколько значимых книг о Германии. Он также вошёл в состав британской делегации на Версальской мирной конференции после Первой мировой войны.
Уйдя в отставку в 1920 году, Доусон переехал в Оксфорд и полностью посвятил себя писательству, продолжая публиковать книги о Германии и других темах. Об известности Доусона говорит тот факт, что к нему приходили письма адресованные просто «У. Х. Доусону, Оксфорд».
Некоторые работы Доусона стали стандартными учебниками для студентов Германских университетов и были переизданы после его смерти. Его произведения остаются предметом изучения немецких ученых.

## Личная жизнь
Был женат дважды; обе его жены были немками. В браке с первой женой, Анной Кларой Огастой, урожденной Грюц, родился сын. В 1913 году, спустя год после её смерти, Доусон женился на Эльзе, единственной дочери Эмиля Мюнстерберга; в браке родились сын и три дочери.

## Избранные произведения
- History of Skipton (1882)
- German Socialism and Ferdinand Lassalle: A Biographical History of German Socialistic Movements During This Century (1888)
- Bismarck and State Socialism: An Exposition of the Social and Economic Legislation of Germany since 1870 (1891)
- German Life in Town and Country (1901)
- Matthew Arnold and His Relation to the Thought of Our Time (1904)
- The Evolution of Modern Germany (1908)
- Social Insurance in Germany (1912)
- Municipal Life and Government in Germany (1914)
- The German Empire 1867—1914 and the Unity Movement (1919, в 2-х томах)
- Richard Cobden and Foreign Policy: A Critical Exposition, with Special Reference to Our Day and Its Problems (1926)
- Cromwell’s Understudy: The Life and Times of General John Lambert and the Rise and Fall of the Protectorate (1938)